# Nati nel 1975/Luglio
| Questa pagina contiene informazioni ricavate automaticamente dalle voci biografiche con l'ausilio del template Bio e di un bot. L'aggiornamento è periodico e automatico e ricostruisce completamente la pagina. Se manca una persona in questa lista, sei pregato di non aggiungerla, ma accertati piuttosto che la sua voce biografica contenga il template Bio e che i dati anagrafici siano correttamente compilati. Se il template Bio manca, inseriscilo tu stesso o, in alternativa, metti l'avviso {{tmp\|Bio}} che ne segnala la mancanza. Se i dati riportati sono sbagliati, correggi direttamente la voce biografica; le modifiche saranno visibili in questa lista entro pochi giorni. Per chiarimenti vedi il progetto biografie. La lista contiene solo le 362 persone che sono citate nell'enciclopedia e per le quali è stato implementato correttamente il template Bio. Pagina aggiornata al 10 ago 2025. |

- 1º luglio - Sean Colson, ex cestista statunitense
- 1º luglio - Romina Dei Cas, ex sciatrice alpina italiana
- 1º luglio - Kung Tsui-chang, funzionario, politico e imprenditore cinese
- 1º luglio - Ádám Kósa, avvocato e politico ungherese
- 1º luglio - Teresa Radice, fumettista italiana
- 1º luglio - Marco Roccati, allenatore di calcio e ex calciatore italiano
- 1º luglio - Filippo Sorcinelli, artista, organista e imprenditore italiano
- 1º luglio - Sufjan Stevens, cantautore, musicista e polistrumentista statunitense
- 1º luglio - Tat'jana Tomašova, mezzofondista russa
- 2 luglio - Joel Aguilar, ex arbitro di calcio salvadoregno
- 2 luglio - Paolo Casarsa, ex multiplista italiano
- 2 luglio - Lamine Diatta, ex calciatore senegalese
- 2 luglio - Daniel Kowalski, ex nuotatore australiano
- 2 luglio - Maxim Mehmet, attore tedesco
- 2 luglio - Kristen Michal, politico estone
- 2 luglio - Colin Murdock, ex calciatore nordirlandese
- 2 luglio - Nikolajs Poļakovs, ex calciatore lettone
- 2 luglio - Elizabeth Reaser, attrice statunitense
- 2 luglio - Stefan Terblanche, ex rugbista a 15 sudafricano
- 2 luglio - Aljaksandar Turčyn, politico bielorusso
- 3 luglio - Jane Allsop, attrice britannica
- 3 luglio - Lee Bradbury, allenatore di calcio e ex calciatore inglese
- 3 luglio - Mychajlo Chalilov, ex ciclista su strada ucraino
- 3 luglio - Gyöngyi Dani, schermitrice e sciatrice alpina ungherese
- 3 luglio - Julio García, ex rugbista a 15 e allenatore di rugby a 15 argentino
- 3 luglio - Marlon Garnett, allenatore di pallacanestro e ex cestista statunitense
- 3 luglio - Matt Haig, scrittore e giornalista inglese
- 3 luglio - Gakuya Horii, ex calciatore giapponese
- 3 luglio - Vuk Jeremić, politico serbo
- 3 luglio - Ryan McPartlin, attore statunitense
- 3 luglio - Igors Semjonovs, ex calciatore lettone
- 3 luglio - Sebastian Tuch, ex giocatore di football americano e allenatore di football americano tedesco
- 4 luglio - Tania Davis, violinista australiana
- 4 luglio - Reinhard Divis, ex hockeista su ghiaccio austriaco
- 4 luglio - John Lloyd Young, attore e cantante statunitense
- 4 luglio - Awa III, arcivescovo cristiano orientale statunitense
- 4 luglio - Milan Osterc, ex calciatore sloveno
- 4 luglio - Tiago Pereira, ex calciatore portoghese
- 4 luglio - Lúcio Rosa, ex giocatore di calcio a 5 brasiliano
- 4 luglio - Chiara Simionato, pattinatrice di velocità su ghiaccio italiana
- 4 luglio - Taiyo Yamanouchi, attore e rapper italiano
- 4 luglio - Thierry Zig, ex cestista francese
- 5 luglio - David Arigbabu, ex cestista tedesco
- 5 luglio - Hernán Crespo, allenatore di calcio, dirigente sportivo e ex calciatore argentino
- 5 luglio - Pius N'Diefi, ex calciatore camerunese
- 5 luglio - Giuseppe Palella, costumista italiano
- 5 luglio - Cassandra Raffaele, cantautrice italiana
- 5 luglio - Michael G. Richards, conduttore televisivo, produttore televisivo e personaggio televisivo statunitense
- 5 luglio - Pedro Sarabia, allenatore di calcio e ex calciatore paraguaiano
- 5 luglio - Dennis van Scheppingen, ex tennista olandese
- 5 luglio - Mikael Stahre, allenatore di calcio svedese
- 5 luglio - Lubomir Staněk, ex pallavolista ceco
- 5 luglio - Ai Sugiyama, allenatrice di tennis e ex tennista giapponese
- 5 luglio - Nikolaj Znaider, violinista e direttore d'orchestra danese
- 6 luglio - Cristiano Bacci, allenatore di calcio e ex calciatore italiano
- 6 luglio - 50 Cent, rapper, attore e imprenditore statunitense
- 6 luglio - Alessandro Juliani, attore, doppiatore e cantante canadese
- 6 luglio - Léo, ex calciatore brasiliano
- 6 luglio - Sebastián Rulli, attore messicano
- 6 luglio - Harlington Shereni, ex calciatore zimbabwese
- 6 luglio - Camille Sullivan, attrice canadese
- 6 luglio - Vladimir Vasilj, ex calciatore croato
- 6 luglio - Alessio Viola, giornalista e conduttore televisivo italiano
- 7 luglio - Tony Benshoof, ex slittinista statunitense
- 7 luglio - Zoran Đurašković, ex calciatore serbo
- 7 luglio - Kevin Farrugia, ex calciatore maltese
- 7 luglio - Claudio Federici, pilota motociclistico italiano
- 7 luglio - Khaled Gahwji, ex calciatore saudita
- 7 luglio - Nina Hoss, attrice tedesca
- 7 luglio - Louis Koen, ex rugbista a 15 e allenatore di rugby a 15 sudafricano
- 7 luglio - Akio Kogiku, allenatore di calcio e ex calciatore giapponese
- 7 luglio - Ol'ga Medvedceva, ex biatleta russa
- 7 luglio - Rumun Ndur, ex hockeista su ghiaccio nigeriano
- 7 luglio - Adam Nelson, ex pesista statunitense
- 7 luglio - Alain Ngalani, artista marziale misto, kickboxer e thaiboxer camerunese
- 7 luglio - Zachar Prilepin, scrittore, politico e giornalista russo
- 8 luglio - Javier Delgado, ex calciatore uruguaiano
- 8 luglio - Cristian Ferreyra, ex calciatore argentino
- 8 luglio - Guo Shiqiang, ex cestista e allenatore di pallacanestro cinese
- 8 luglio - Ken Iwase, ex calciatore giapponese
- 8 luglio - Claire Keim, attrice e cantante francese
- 8 luglio - Lilian Kummer, ex sciatrice alpina svizzera
- 8 luglio - Régis Laconi, pilota motociclistico francese
- 8 luglio - Antonio Marinetti, fumettista italiano
- 8 luglio - Cullen Moss, attore e doppiatore statunitense
- 8 luglio - Ole Tobiasen, allenatore di calcio e ex calciatore danese
- 8 luglio - Elias Viljanen, chitarrista finlandese
- 8 luglio - Jamal Woolard, attore e rapper statunitense
- 9 luglio - Shelton Benjamin, wrestler statunitense
- 9 luglio - Isaac Brock, cantante e musicista statunitense
- 9 luglio - Diego Cafagna, marciatore italiano
- 9 luglio - Stefania Cavallaro, giornalista e conduttrice televisiva italiana
- 9 luglio - Isabella Cocuzza, produttrice cinematografica italiana
- 9 luglio - Jessica Folcker, cantante svedese
- 9 luglio - Gaizka Garitano, allenatore di calcio e ex calciatore spagnolo
- 9 luglio - Goran Granić, ex calciatore croato
- 9 luglio - Dmitrij Gudanov, ex ballerino russo
- 9 luglio - Daniel Křetínský, imprenditore e avvocato ceco
- 9 luglio - Myriam Lignot, sincronetta francese
- 9 luglio - Květa Peschke, ex tennista ceca
- 9 luglio - Ivajlo Petev, allenatore di calcio e ex calciatore bulgaro
- 9 luglio - Craig Quinnell, ex rugbista a 15 britannico
- 9 luglio - Ruggero de I Timidi, cantautore e comico italiano
- 9 luglio - Damián Szifrón, regista e sceneggiatore argentino
- 9 luglio - Jack White, cantautore, polistrumentista e produttore discografico statunitense
- 10 luglio - Ibrahim Al-Harbi, ex calciatore saudita
- 10 luglio - Dan Barna, politico rumeno
- 10 luglio - Martina Colombari, attrice, conduttrice televisiva e ex modella italiana
- 10 luglio - Monica Dahl, ex nuotatrice namibiana
- 10 luglio - Valerij Grikovskij, pittore russo
- 10 luglio - Milla Jauho, ex fondista finlandese
- 10 luglio - Juncker, cantante danese
- 10 luglio - Ademola Okulaja, cestista tedesco († 2022)
- 10 luglio - Walter Pradel, cantautore e attore italiano
- 10 luglio - Stefán Karl Stefánsson, attore e cantante islandese († 2018)
- 10 luglio - Richard Westbrook, pilota automobilistico britannico
- 11 luglio - Andrea Alessi, storico dell'arte italiano
- 11 luglio - Bridgette Andersen, attrice statunitense († 1997)
- 11 luglio - Willie Anderson, ex giocatore di football americano statunitense
- 11 luglio - Rubén Baraja, allenatore di calcio e ex calciatore spagnolo
- 11 luglio - Miguel Cardona, educatore e politico statunitense
- 11 luglio - Spencer Cox, politico statunitense
- 11 luglio - Katja Giammona, attrice tedesca
- 11 luglio - Bruno Gouery, attore e scrittore francese
- 11 luglio - Doris Götzenbrucker, ex sciatrice alpina austriaca
- 11 luglio - Jan Slangen, ufficiale italiano
- 11 luglio - Nadya Suleman, ballerina statunitense
- 11 luglio - Thomas Ulrich, ex pugile tedesco
- 11 luglio - Jon Wellner, attore statunitense
- 12 luglio - Arno Bertina, scrittore francese
- 12 luglio - Alessandro Botturi, pilota motociclistico italiano
- 12 luglio - Rita Dominic, attrice nigeriana
- 12 luglio - Liliana Gafencu, canottiera rumena
- 12 luglio - João Gomes, ex schermidore portoghese
- 12 luglio - Kai Greene, culturista statunitense
- 12 luglio - Kjetil Ingebrethsen, cantante svedese
- 12 luglio - Cheyenne Jackson, attore e cantante statunitense
- 12 luglio - Igor Jerman, pilota motociclistico sloveno
- 12 luglio - Liu Yue, ex calciatore cinese
- 12 luglio - Anastassia Michaeli, politica e modella israeliana
- 12 luglio - Phil Lord e Christopher Miller, regista, sceneggiatore e produttore cinematografico statunitense
- 12 luglio - Martin Schirdewan, politico tedesco
- 12 luglio - Armine Tumanyan, artista armena
- 12 luglio - Jozef Valachovič, ex calciatore slovacco
- 12 luglio - Gerben Van Dorpe, ex cestista belga
- 12 luglio - Abdul Baser Wasiqi, maratoneta afghano
- 13 luglio - Annie Cotton, attrice e cantante canadese
- 13 luglio - Burak Gören, allenatore di pallacanestro turco
- 13 luglio - Vegard Heggem, ex calciatore norvegese
- 13 luglio - Ahmed Jaouachi, ex calciatore tunisino
- 13 luglio - Fabio Moro, allenatore di calcio e ex calciatore italiano
- 13 luglio - Mauricio Pineda, ex calciatore argentino
- 13 luglio - Julia Vignali, attrice e conduttrice televisiva francese
- 14 luglio - Amy Acuff, ex altista statunitense
- 14 luglio - Silvio Baratta, ex arbitro di calcio italiano
- 14 luglio - Domenico Bennardi, politico italiano
- 14 luglio - Loredana Cannata, attrice e attivista italiana
- 14 luglio - Maria-Joëlle Conjungo, ex ostacolista centrafricana
- 14 luglio - Erick Dampier, ex cestista statunitense
- 14 luglio - Derlei, ex calciatore brasiliano
- 14 luglio - Gunnleifur Gunnleifsson, allenatore di calcio e ex calciatore islandese
- 14 luglio - Taboo, rapper e attore statunitense
- 14 luglio - Jamey Johnson, cantante statunitense
- 14 luglio - Marketa Kochta, ex tennista tedesca
- 14 luglio - Eddie Lucas, ex cestista statunitense
- 14 luglio - Tamás Varga, pallanuotista ungherese
- 14 luglio - Jan Velkoborský, ex calciatore ceco
- 15 luglio - Daniel Andrada, arrampicatore spagnolo
- 15 luglio - Sa'id Bahaji, ingegnere e terrorista tedesco
- 15 luglio - Cherry, ex wrestler statunitense
- 15 luglio - Jill Halfpenny, attrice e cantante britannica
- 15 luglio - Kim Kyong-hun, ex taekwondoka sudcoreano
- 15 luglio - Aitor Kintana, ex ciclista su strada spagnolo
- 15 luglio - Serhij Lebid', mezzofondista ucraino
- 15 luglio - Ben Pepper, ex cestista australiano
- 15 luglio - Žydrūnas Savickas, strongman e powerlifter lituano
- 16 luglio - Abdul Aziz Al-Marzouk, ex calciatore saudita
- 16 luglio - Ana Paula Arósio, ex modella e attrice brasiliana
- 16 luglio - Alessandra Bellini, attrice, conduttrice televisiva e doppiatrice italiana
- 16 luglio - Stefano Corti, politico italiano
- 16 luglio - Edoardo Gabbriellini, attore e regista italiano
- 16 luglio - Jang Seon-hyeong, ex cestista sudcoreana
- 16 luglio - Silvia Marchionini, politica italiana
- 16 luglio - Manuel Sanhouse, ex calciatore venezuelano
- 16 luglio - Chris Watson, ex cestista statunitense
- 17 luglio - Nastimir Ananiev, politico bulgaro
- 17 luglio - Elena Anaya, attrice spagnola
- 17 luglio - Robert Andrzejuk, schermidore polacco
- 17 luglio - Evgenija Artamonova, ex pallavolista russa
- 17 luglio - Arild Berg, calciatore norvegese († 2019)
- 17 luglio - Daffney, wrestler statunitense († 2021)
- 17 luglio - Darude, disc jockey e produttore discografico finlandese
- 17 luglio - John Flanagan, ex nuotatore statunitense
- 17 luglio - Robbie Fleck, ex rugbista a 15 e allenatore di rugby a 15 sudafricano
- 17 luglio - Cécile de France, attrice belga
- 17 luglio - Loretta Harrop, triatleta australiana
- 17 luglio - Carey Hart, pilota motociclistico statunitense
- 17 luglio - Pablo Hinojos-Gonzalez, bassista e chitarrista statunitense
- 17 luglio - Charles Jones, ex cestista statunitense
- 17 luglio - Davy Oyen, ex calciatore belga
- 17 luglio - Cinzia Pellegrino, politica italiana
- 17 luglio - Nuno Resende, allenatore di hockey su pista e ex hockeista su pista portoghese
- 17 luglio - Vitolio Tipotio, ex giavellottista francese
- 17 luglio - Marko Tušek, ex cestista sloveno
- 17 luglio - Terence Tao, matematico australiano
- 17 luglio - Vincent Vittoz, ex fondista francese
- 18 luglio - Ehud Goldwasser, militare israeliano († 2006)
- 18 luglio - Emmanuel Hostache, bobbista francese († 2007)
- 18 luglio - Torii Hunter, giocatore di baseball statunitense
- 18 luglio - Luis Jonne, ex calciatore uruguaiano
- 18 luglio - Alejandro Limia, ex calciatore argentino
- 18 luglio - Mr. Lui, mimo, comico e regista italiano
- 18 luglio - M.I.A., rapper, cantante e writer britannica
- 18 luglio - Daron Malakian, cantautore e polistrumentista statunitense
- 18 luglio - Gerd Salbrechter, schermidore austriaco
- 18 luglio - Maria Grazia Schiavo, soprano italiano
- 19 luglio - Maud Ameline, sceneggiatrice francese
- 19 luglio - Luca Castellazzi, dirigente sportivo, allenatore di calcio e ex calciatore italiano
- 19 luglio - Elisa Castiglioni, scrittrice italiana
- 19 luglio - Grazia D'Angelo, politica italiana
- 19 luglio - Barbara De Luca, ex pallavolista italiana
- 19 luglio - Davide Faraone, politico italiano
- 19 luglio - Clayton Ferreira Cruz, ex calciatore brasiliano
- 19 luglio - Giorgio Finamore, illustratore e grafico italiano
- 19 luglio - Patrik Gedeon, calciatore ceco
- 19 luglio - John Herdman, allenatore di calcio inglese
- 19 luglio - Kamijo, cantante, musicista e produttore discografico giapponese
- 19 luglio - Patricia Ja Lee, attrice televisiva e doppiatrice statunitense
- 19 luglio - Elpídio Silva, ex calciatore brasiliano
- 19 luglio - Satoru Suzuki, ex calciatore giapponese
- 19 luglio - Wax Tailor, produttore discografico francese
- 20 luglio - Ray Allen, ex cestista statunitense
- 20 luglio - Quique Álvarez, allenatore di calcio e ex calciatore spagnolo
- 20 luglio - Rodolfo Arruabarrena, allenatore di calcio e ex calciatore argentino
- 20 luglio - Greg Feek, ex rugbista a 15 e allenatore di rugby a 15 neozelandese
- 20 luglio - Judy Greer, attrice statunitense
- 20 luglio - Erik Hagen, ex calciatore norvegese
- 20 luglio - Rune Hagen, calciatore norvegese
- 20 luglio - Aimee Mullins, atleta paralimpica, attrice e modella statunitense
- 20 luglio - Jason Raize, attore, doppiatore e cantante statunitense († 2004)
- 20 luglio - Casey Shaw, ex cestista e allenatore di pallacanestro statunitense
- 20 luglio - Federico Valente, allenatore di calcio e ex calciatore svizzero
- 20 luglio - Yusuf Şimşek, allenatore di calcio e ex calciatore turco
- 21 luglio - Carlos Alós, allenatore di calcio e ex calciatore spagnolo
- 21 luglio - Ellie Campbell, cantante britannica
- 21 luglio - David Dastmalchian, attore statunitense
- 21 luglio - Bert De Waele, ex ciclista su strada belga
- 21 luglio - Loredana Di Cicco, conduttrice televisiva e attrice italiana
- 21 luglio - Cara Dillon, cantautrice britannica
- 21 luglio - Simon Easterby, ex rugbista a 15 e allenatore di rugby a 15 irlandese
- 21 luglio - Andrea Gervasoni, ex arbitro di calcio italiano
- 21 luglio - Renaud Herpe, pallavolista francese
- 21 luglio - Alfredo Rota, ex schermidore italiano
- 22 luglio - Corrado Azzollini, giornalista e produttore cinematografico italiano
- 22 luglio - Sonja Baum, attrice tedesca
- 22 luglio - Serafim Bărzakov, ex lottatore bulgaro
- 22 luglio - Raphael Chukwu, ex calciatore nigeriano
- 22 luglio - Libor Gerčák, ex giocatore di calcio a 5 ceco
- 22 luglio - Sam Jacobson, ex cestista statunitense
- 22 luglio - Ma Zongqing, ex cestista cinese
- 22 luglio - Alice Temperley, stilista inglese
- 22 luglio - Giuliana Toldo, ex pallavolista italiana
- 22 luglio - Carina Vitulano, ex arbitro di calcio italiana
- 23 luglio - Valeriy Berezovskiy, allenatore di calcio e ex calciatore kirghiso
- 23 luglio - Pietro Foroni, politico italiano
- 23 luglio - Phil Giles, pilota motociclistico britannico
- 23 luglio - Stephen Martines, attore e modello statunitense
- 23 luglio - Sung Hyun-ah, attrice e modella sudcoreana
- 23 luglio - Suriya, attore e produttore cinematografico indiano
- 23 luglio - Alessio Tacchinardi, allenatore di calcio e ex calciatore italiano
- 23 luglio - Mario Tokić, allenatore di calcio e ex calciatore croato
- 23 luglio - Salvo Toscano, scrittore, giornalista e blogger italiano
- 24 luglio - Matteo Caccia, attore teatrale e conduttore radiofonico italiano
- 24 luglio - Paul Cominges, allenatore di calcio e ex calciatore peruviano
- 24 luglio - Laura Fraser, attrice britannica
- 24 luglio - Dafydd James, rugbista a 15 gallese
- 24 luglio - Jamie Langenbrunner, ex hockeista su ghiaccio statunitense
- 24 luglio - Alberto Ongarato, ex ciclista su strada italiano
- 24 luglio - Gloria Pizzichini, ex tennista italiana
- 24 luglio - Cinzia Roccaforte, attrice italiana
- 24 luglio - Ryan Stack, ex cestista statunitense
- 24 luglio - Eric Szmanda, attore statunitense
- 24 luglio - Davide Tedoldi, allenatore di calcio e ex calciatore italiano
- 24 luglio - Torrie Wilson, modella e ex wrestler statunitense
- 25 luglio - Isabelle Blanc, ex snowboarder francese
- 25 luglio - Jan Bratkowski, ex ciclista su strada tedesco
- 25 luglio - Gianluca Caramanna, politico italiano
- 25 luglio - Grégoire Colin, attore francese
- 25 luglio - Jody Craddock, ex calciatore inglese
- 25 luglio - Jean-Claude Darcheville, ex calciatore francese
- 25 luglio - Mortiis, musicista norvegese
- 25 luglio - Denis Godeas, allenatore di calcio e ex calciatore italiano
- 25 luglio - Yūji Hironaga, ex calciatore giapponese
- 25 luglio - Evgenij Nabokov, ex hockeista su ghiaccio russo
- 25 luglio - Anderson Schutte, ex cestista brasiliano
- 25 luglio - Evgenij Varlamov, ex calciatore russo
- 25 luglio - Ief Verbrugghe, ex ciclista su strada belga
- 26 luglio - Ben Cotton, attore canadese
- 26 luglio - Fabrice Fiorèse, ex calciatore francese
- 26 luglio - Karl Oskar Fjørtoft, ex calciatore norvegese
- 26 luglio - José-Karl Pierre-Fanfan, ex calciatore francese
- 26 luglio - Ingo Schultz, ex velocista tedesco
- 26 luglio - Joe Smith, ex cestista statunitense
- 26 luglio - Lorenzo Tomasin, linguista e filologo italiano
- 26 luglio - Liz Truss, politica britannica
- 27 luglio - Ara Abrahamian, lottatore armeno
- 27 luglio - Hyeon Ju-yeop, ex cestista sudcoreano
- 27 luglio - Niels Kurvin, attore tedesco
- 27 luglio - Elise Laverick, canottiera britannica
- 27 luglio - Murubutu, rapper e cantautore italiano
- 27 luglio - Christa Markwalder, politica svizzera
- 27 luglio - Fred Mascherino, chitarrista statunitense
- 27 luglio - Angela Maurer, nuotatrice tedesca
- 27 luglio - Massimiliano Monti, ex cestista italiano
- 27 luglio - Ivan Pesterev, ex biatleta bielorusso
- 27 luglio - Alessandro Pistone, allenatore di calcio e ex calciatore italiano
- 27 luglio - Jamie Robinson, pilota motociclistico britannico
- 27 luglio - Alexander Rodriguez, ex giocatore di baseball statunitense
- 27 luglio - Giorgio Susana, direttore di coro, pianista e compositore italiano
- 28 luglio - Edgar Aguilera, ex calciatore paraguaiano
- 28 luglio - Corey Albano, ex cestista statunitense
- 28 luglio - Aldo Baio, ex pallanuotista e allenatore di pallanuoto italiano
- 28 luglio - Gerald Brown, ex cestista e allenatore di pallacanestro statunitense
- 28 luglio - Marcello Catalano, naturalista italiano
- 28 luglio - Imke Duplitzer, schermitrice tedesca
- 28 luglio - Barbara Foria, attrice, conduttrice televisiva e comica italiana
- 28 luglio - Ken Henry Johnsen, arbitro di calcio norvegese
- 28 luglio - Kaada, compositore e polistrumentista norvegese
- 28 luglio - Lim Kwan-shik, ex calciatore sudcoreano
- 28 luglio - Juan Micha, allenatore di calcio e ex calciatore equatoguineano
- 28 luglio - Anna Rita Tateo, politica italiana
- 28 luglio - Leonor Watling, attrice e cantante spagnola
- 28 luglio - Dana Williams, ex sciatore alpino canadese
- 29 luglio - Yoshihiro Akiyama, artista marziale misto sudcoreano
- 29 luglio - Alessandro Aronadio, regista e sceneggiatore italiano
- 29 luglio - Marco Audisio, ex canottiere italiano
- 29 luglio - Corrado Grabbi, allenatore di calcio e ex calciatore italiano
- 29 luglio - Paolo Imperatori, allenatore di hockey su ghiaccio e ex hockeista su ghiaccio svizzero
- 29 luglio - Lee Chang-ho, goista sudcoreano
- 29 luglio - Hugo López, allenatore di pallacanestro spagnolo
- 29 luglio - Denis Marconato, ex cestista italiano
- 29 luglio - Elena Murelli, politica italiana
- 30 luglio - Daniel Berg Hestad, allenatore di calcio e ex calciatore norvegese
- 30 luglio - Giovanni L'Altrelli, militare italiano
- 30 luglio - Oriol Paulo, regista e sceneggiatore spagnolo
- 30 luglio - Cherie Priest, scrittrice statunitense
- 30 luglio - John Reardon, attore britannico
- 30 luglio - Frank Schoeman, ex calciatore sudafricano
- 30 luglio - Kate Starbird, ex cestista statunitense
- 31 luglio - Uriah Duffy, tecnico del suono, compositore e musicista statunitense
- 31 luglio - Sergej Gusev, ex hockeista su ghiaccio russo
- 31 luglio - Kiara Kabukuru, modella ugandese
- 31 luglio - Gabe Kapler, ex giocatore di baseball e dirigente sportivo statunitense
- 31 luglio - Sayed Kashua, scrittore e giornalista palestinese
- 31 luglio - Kavinsky, disc jockey, produttore discografico e attore francese
- 31 luglio - Lura, cantante portoghese
- 31 luglio - Annie Parisse, attrice statunitense
- 31 luglio - Jodi Ann Paterson, modella statunitense
- 31 luglio - Ruben Patterson, ex cestista statunitense
- 31 luglio - Mario César Rodríguez, ex calciatore honduregno
- 31 luglio - Elissa Steamer, skater statunitense
- 31 luglio - Egidijus Varnas, ex calciatore lituano